# شیان ام‌ای۶۰
شیان ام‌ای۶۰ (به انگلیسی: Xian MA60) یک هواگرد ساختِ کارخانهٔ شرکت صنعتی هواگردسازی شیان در کشور جمهوری خلق چین است که در سال ۲۰۰۰ ساخته شد. نخستین استفاده‌کنندهٔ این هواگرد مرپاتی نوسانتارا ایرلاینز بوده‌است. این هواگرد برای نخستین بار در ۲۵ فوریه ۲۰۰۰ میلادی مورد استفاده قرار گرفت.